# Micomeseng
Micomeseng és un municipi de Guinea Equatorial, de la província de Kié-Ntem, situada al nord-oest de la part continental, a la frontera amb el Camerun.

## Geografia
Aquesta localitat es troba a 96 km d'Ebebiyín i a 61 km de Niefang. La població viu de l'explotació del cafè i del cacau.
Hi ha una leproseria instal·lada en la perifèria i les nombroses experimentacions dutes a terme a la regió han contribuït a la disminució d'aquesta malaltia a la regió.